# Michaël III van Byzantium
Michaël III (Grieks: Μιχαήλ Γ΄ ο Μέθυσος, Michaēl III ho Methysos, "de dronkaard") (Constantinopel, 10 januari 840 – aldaar, 24 september 867) was van 842 tot aan zijn dood keizer van Byzantium, de laatste van het Amorische Huis.

## Theodora
Michaël was 2 jaar en 8 maanden oud toen zijn vader Theophilos stierf. Zijn moeder Theodora trad op als regentes. Onder haar bewind werd de iconencrisis voorgoed beslecht in het voordeel van de iconenvereerders. Methodios werd patriarch en in maart 843 werd door een synode plechtig de verering van iconen in ere hersteld. Dit betekende in feite dat de keizers bakzeil haalden in hun poging de kerk te vertellen wat er gebeuren moest.
Theodora vond het nog lang geen tijd om de macht over te dragen aan haar zoon, maar een staatsgreep in 855 dwong haar daartoe. Haar broer Bardas werd de steun en toeverlaat van de jonge keizer. Twee jaar later probeerde zijn moeder tevergeefs opnieuw de macht te grijpen, met als gevolg dat ze in een klooster gestopt werd.

## Bloei
Michaël bleek geen groot heerser maar zijn vertrouwelingen, Bardas en later ook de patriarch Photius I, waren bijzonder kundig. Met Michaël begon daarmee de bloeitijd van het Byzantijnse rijk. Bardas organiseerde een universiteit in het Magnaurapaleis met Leo de Wiskundige aan het hoofd, vol met de knapste koppen die in het rijk te vinden waren.

## Byzantijns-Arabische oorlogen
- Kreta. Theodora zond een vloot naar Kreta en gedurende een korte tijd in 843-844 was het eiland weer Byzantijns. In 844 sloot zij vrede met kalief Al-Wathiq
- Zuid Italië. Michaël pakte het Arabische probleem energiek aan maar had daarbij niet altijd succes. Behalve Taormina en Syracuse kwam heel Sicilië in handen van de moslims, alsook een heel stuk van Zuid-Italië, het Emiraat Bari.
- Anatolië. In Anatolië werden versterkingen gebouwd zoals in Ancyra (Ankara) en Nicea en in 863 was er een grote overwinning op de emir van Melitene, Omar al-Aqta. Dit was voor het eerst dat Constantinopel weer in de aanval kon gaan tegen de Arabieren.
- Egypte. Michaël zond zelfs een vloot naar Damiette in Egypte[1].

## Byzantijns-Bulgaarse oorlogen
Deze oorlogen werden gevochten tegen Boris I van Bulgarije. De eerste oorlog dateert van 855-856 over de regio Zagora in het noordoosten van Thracië.
De tweede oorlog vond plaats in 863 en ging over wie Bulgarije mocht kerstenen, de Karolingers of de Byzantijnen. Bardas en Photius besloten dat het sturen van missionarissen de beste remedie was. Uiteindelijk leidde dit tot de bekering van vele Slaven door het werk van Cyrillus en Methodius, die ook de grondvesten van het Slavische (glagolitische) schrift legden. Michaël III geeft Zagora terug en Boris I laat zich overhalen door de Oosters-orthodoxe Kerk.

## Russen
Er was ook een nieuw element in de buitenlandse verhoudingen. Een onbekend Slavisch volk, het Kaganaat van Roes genaamd, verscheen plotseling voor Constantinopel.

## Opvolging
Michaël maakte de fout om Basileios de Macedoniër tot zijn gunsteling te maken. Dat leidde eerst tot de val van Bardas en uiteindelijk vermoordde Basileios Michaël en stichtte het Macedonische Huis.